# Maskergaai
De maskergaai (Cyanolyca mirabilis) is een zangvogel uit de familie Corvidae (kraaien).

## Verspreiding en leefgebied
Deze soort is endemisch in zuidwestelijk Mexico in de Zuidelijke Sierra Madre.

## Status
De grootte van de populatie is in 2019 geschat op 1500-7000 volwassen vogels. Het verspreidingsgebied is erg klein en de aantallen gaan achteruit door habitatverlies. Op de Rode lijst van de IUCN heeft deze soort daarom de status kwetsbaar.